# 宝象河水库
宝象河水库是中国云南省昆明市官渡区境内的一座水库，位于宝象河上，建于1958年。水库正常库容为1550万立方米，集雨面积为67平方千米，海拔为2050米。